# Iberia Líneas Aéreas de España

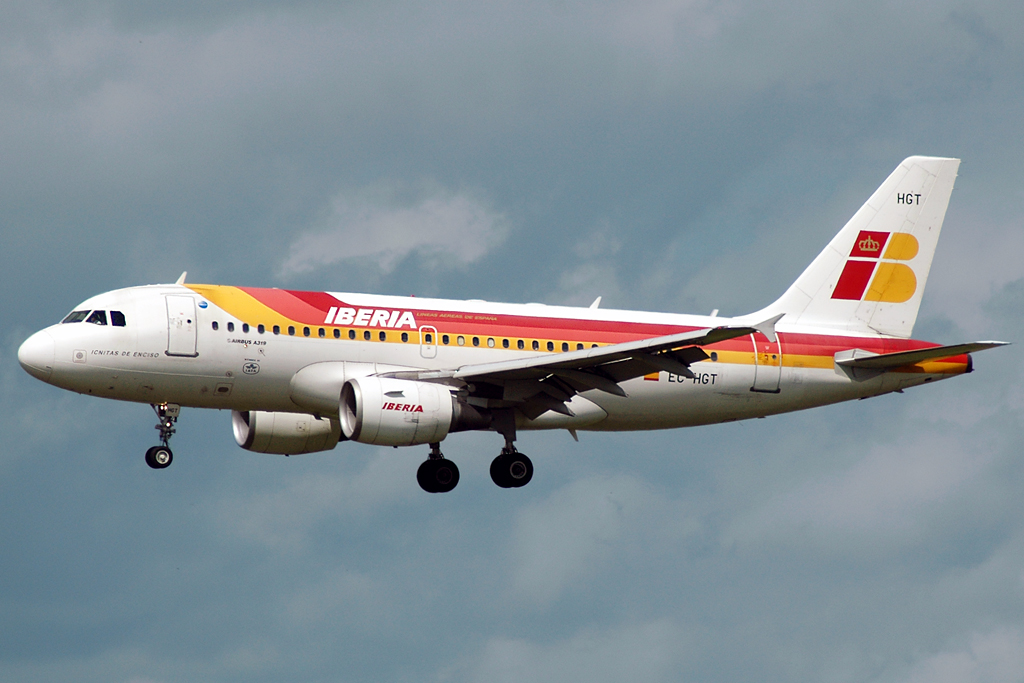
Iberia Airbus A320-200

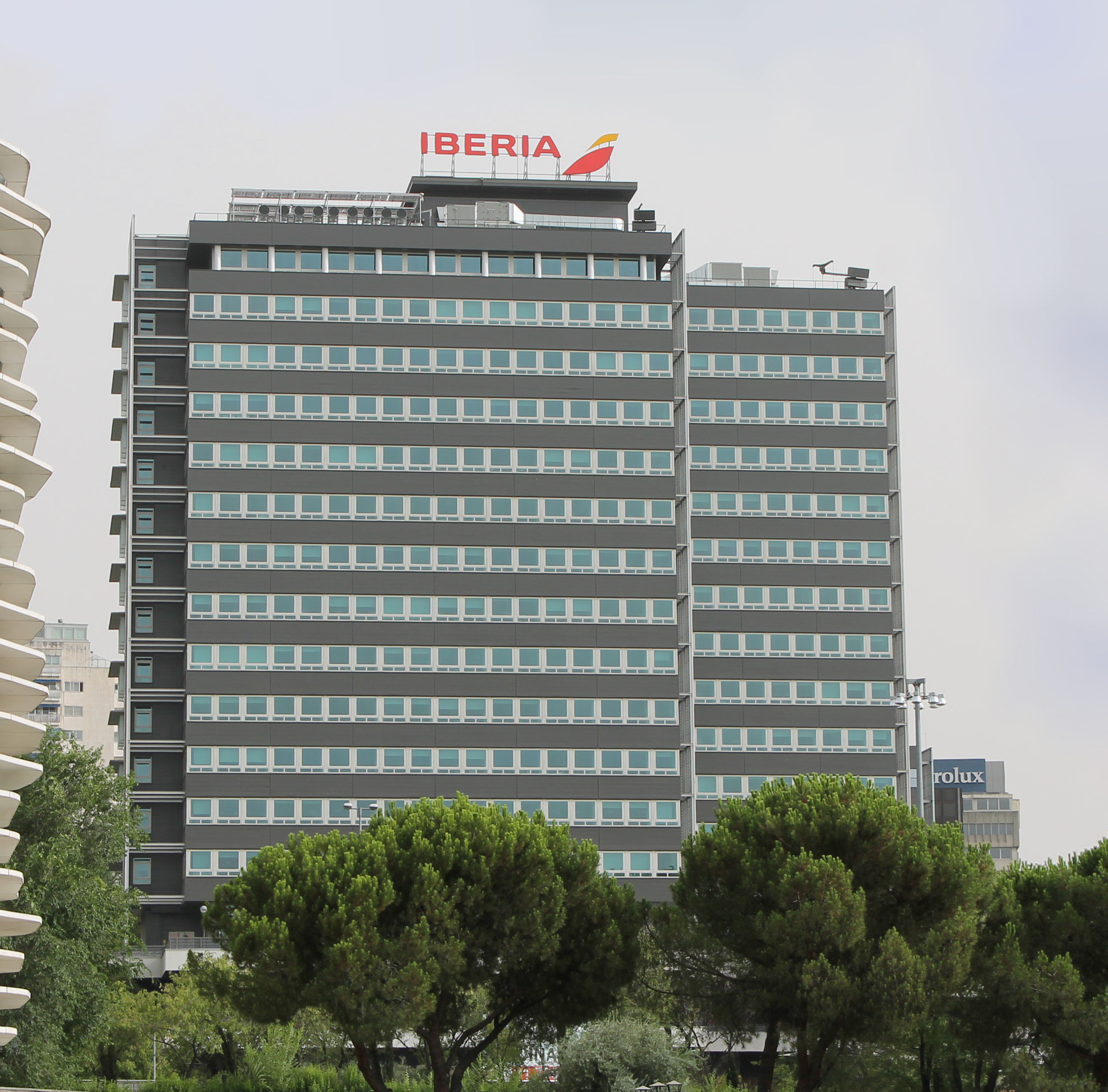
Iberia head office

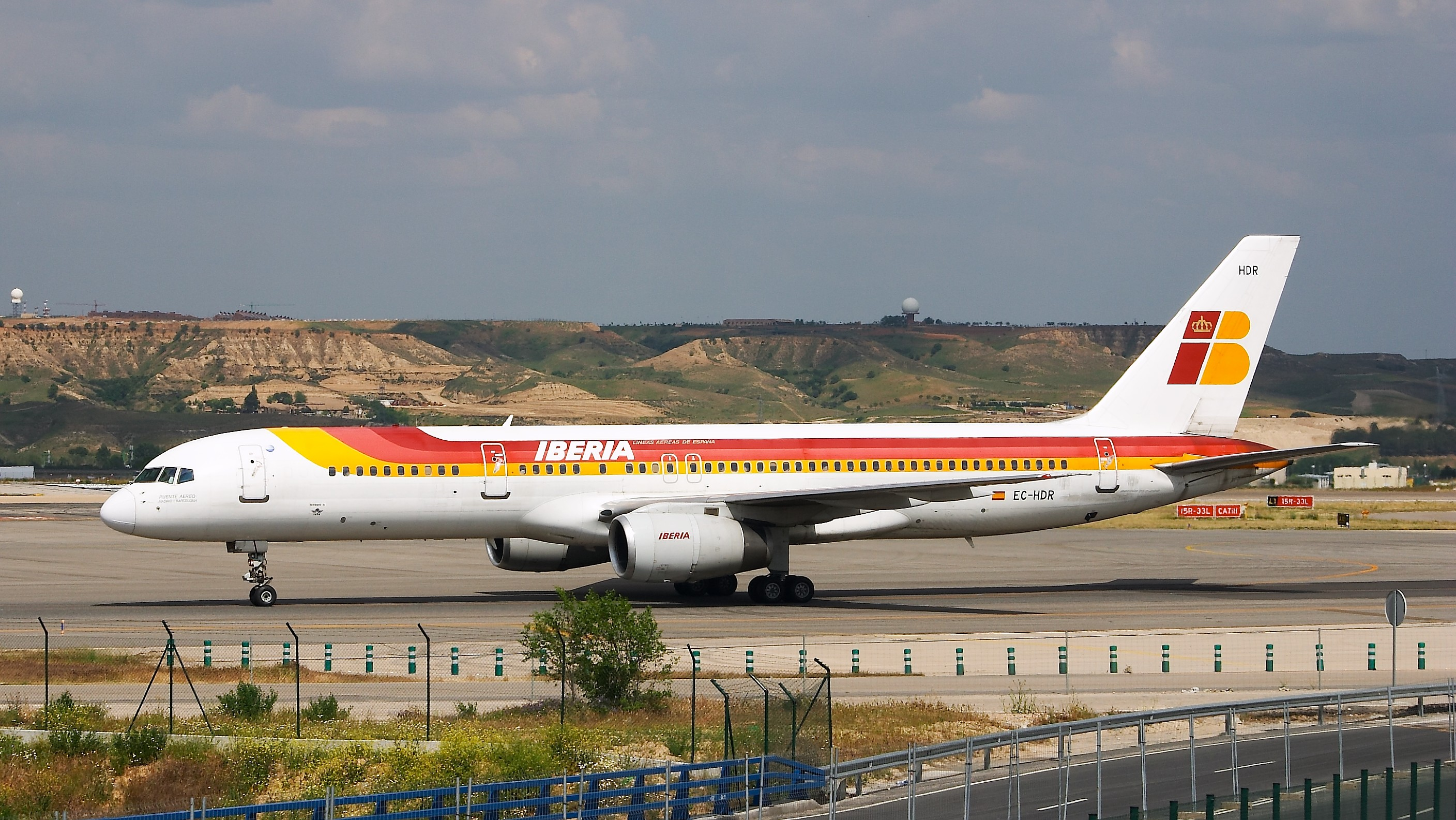
Iberia Boeing 757-256

Iberia Líneas Aéreas de España, S.A., (IBEX-35:IBLA) (Liniie Aeriene Iberia ale Spaniei), de obicei prescurtat Iberia, este cea mai mare companie aeriană a Spaniei, cu sediul în Madrid. 